# Josse de Voogd
Josse de Voogd (Barsingerhorn, 1983) is een Nederlands electoraal geograaf, publicist en televisiepresentator.

## Biografie
Voogt heeft culturele antropologie en ontwikkelingsstudies aan de Universiteit Nijmegen gestudeerd. Tijdens zijn opleiding, in 2005, gedurende een vakantie in de Andes kreeg hij de ziekte van Pfeiffer en hoogteziekte, waarna hij het chronischevermoeidheidssyndroom ontwikkelde. Met moeite maakte hij zijn opleiding af en werkte vervolgens bij verschillende universiteiten en het Wetenschappelijk bureau van GroenLinks, waar hij 20 jaar lid van was. Het meeste werk wat hij doet, is echter als zelfstandig onderzoeker en publicist. Zijn ziekte maken een flexibele werkritme noodzakelijk.
Hij heeft meerdere boeken gepubliceerd, waaronder samen met columnist René Cuperus: de Atlas van Afgehaakt Nederland, dat werd geschreven in opdracht van het ministerie van Binnenlandse Zaken en Koninkrijksrelaties.
Hij maakte eerder voor omroep WNL documentaires over verkiezingen in Nederland en andere landen binnen de Europese Unie, genaamd Aangehaakt en Aangehaakt in Europa en de serie Middenland voor EenVandaag.
Hij is vaak kritisch over de media, waar volgens hem de aandacht te veel ligt bij grote steden, hoogopgeleiden, en te weinig op de rest van Nederland. Bij zijn onderzoeken put hij ook veel uit eigen ervaringen, hij is opgegroeid op het platteland.
Hij woont met zijn vriendin en hun twee kinderen in Utrecht. Zijn zoon heeft een vorm van autisme. Sinds diens diagnose vermoedt Voogd dat hij zelf ook in dit spectrum valt.

## Publicaties
- Atlas van Afgehaakt Nederland, auteurs: Josse de Voogd & René Cuperus, in opdracht van het ministerie van Binnenlandse Zaken en Koninkrijksrelaties
- Bakfietsen en Rolluiken (2011)
- Het Ongelijkheidsdebat in stad en land: Een analyse van de maatschappelijke discussie van de toenemende verschillen in Nederland, in opdracht van het ministerie van Binnenlandse zaken en Koninkrijksrelaties (2015)